# Crónica Global
 (décembre 2018).
Crónica Global est un site espagnol d'actualité fondé le 9 septembre 2013 et basé à Barcelone, Catalogne. 
Sa ligne éditoriale se situe dans le spectre libéral, ainsi que dans la défense de l'unité de l'Espagne. En effet, Crónica Global est le point de jonction de plusieurs grands courants d'idées ancrés à droite ou extrême droite. 

## Historique
Le site est fondé en 2013 par Francesc Moreno et Alejandro Tercero. Il naît de la fusion de La Voz de Barcelona (es) et El Debat. Son premier directeur est Alejandro Tercero. En 2015, Xavier Salvador devient le nouveau directeur. 
En août 2016, Crónica Global signe un partenariat avec le site d'actualité El Español.